# زيارة روبرت كينيدي إلى فلسطين عام 1948
زيارة روبرت ف. كينيدي إلى فلسطين عام 1948 قام روبرت ف. كينيدي بزيارة فلسطين تحت الانتداب البريطاني في عام 1948، قبل شهر واحد من إعلان استقلال إسرائيل. كان عمره آنذاك اثنان وعشرون عاماً، وكان يقدم تقارير عن الوضع المتوتر في المنطقة لصحيفة بوسطن بوست. خلال فترة إقامته، أصبح معجبًا بالسكان اليهود في المنطقة. أصبح لاحقًا مؤيدًا قويًا لإسرائيل، وقد تم الاستشهاد بهذا لاحقًا باعتباره الدافع المزعوم لسرحان سرحان لاغتياله في الذكرى الأولى لبدء حرب الأيام الستة في 5 يونيو 1968. وقد صادف أن شاهد سرحان فيلماً وثائقياً عن كينيدي في فلسطين عام 1948. وفي وقت لاحق من محاكمته بتهمة القتل، شهد سرحان سرحان: "كنت آمل أن يفوز بالرئاسة حتى تلك اللحظة. ولكن عندما رأيت وسمعت أنه كان يدعم إسرائيل، يا سيدي، ليس في عام 1968، بل كان يدعمها منذ إنشائها في عام 1948، يا سيدي" يشير المؤلف روبرت بلير كايزر إلى تناقض في توقيت قرار سرحان. وفي مذكرات سرحان، تم تسجيل المدخل الذي قرر فيه قتل روبرت كينيدي في 18 مايو. تم عرض الفيلم الوثائقي المذكور لأول مرة على شاشة التلفزيون في منطقة لوس أنجلوس في 20 مايو. وعندما طلب منه التوضيح، قال سرحان إنه لا يتذكر كتابة المجلة.

## خلفية الحدث

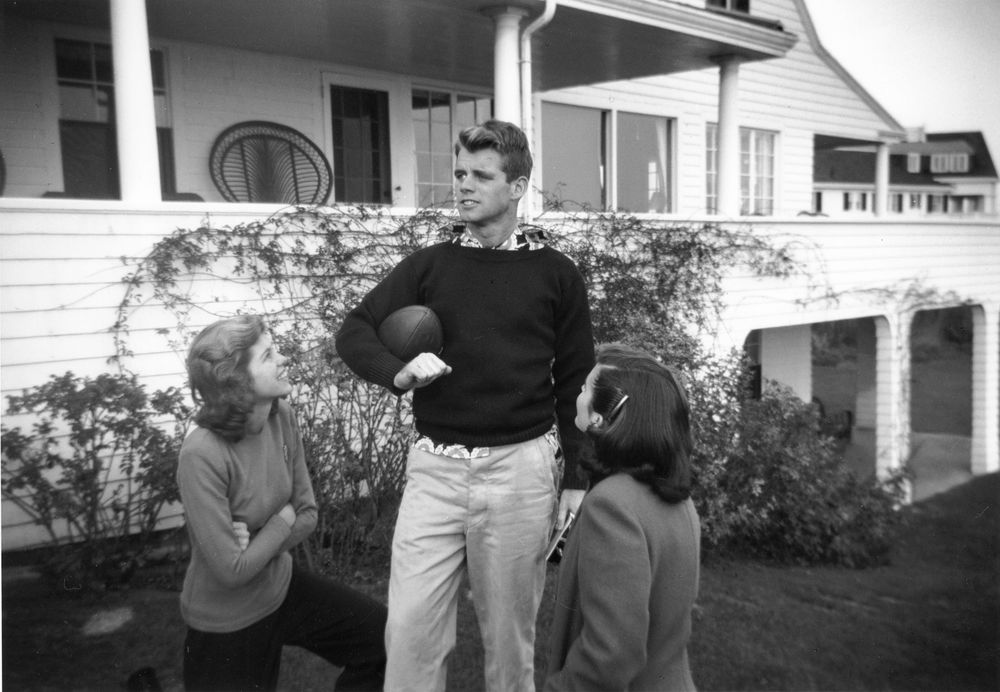
روبرت ف. كينيدي (في الوسط) في منزل عائلته في هيانيس بورت، ماساتشوستس ، 1948

بعد تخرجه من جامعة هارفارد، شجعه والده على السفر إلى الخارج. متجاهلاً تحذيرات والده بتجنب المتاعب، استقل كينيدي رحلة جوية من القاهرة إلى مطار اللد.

### الرحلة والإرساليات
أثناء وجوده في فلسطين، زار كينيدي تل أبيب والقدس، وتحدث مع العديد من السكان المحليين. كانت المنطقة آنذاك غير آمنة على الإطلاق؛ فقد قُطعت القافلة اليهودية التي كانت ترافق كينيدي من تل أبيب إلى القدس، على حد تعبير كينيدي. وأثناء جولته في القدس، أُلقي القبض عليه، وعُصبت عيناه، واقتيد إلى مقر الهاجاناه، حيث نُصح بالابتعاد عن الشوارع. في وقت زيارة كينيدي، كان الطفل سرحان سرحان البالغ من العمر أربع سنوات يقيم في قرية مصرارة بالقدس.

أجرى مقابلات مع أعضاء من منظمة إرغون ، ومع رائد سابق في الجيش السوفييتي، وامرأة تبلغ من العمر 23 عامًا تعمل في خدمات الدعاية. كتب أن اليهود يتمتعون بـ"روح خالدة" وقال: "سيقاتلون، وسيقاتلون بشجاعة لا مثيل لها". وكتب عن اليهود والعرب الذين يعملون معًا في الحقول كعلامة أمل لمستقبل المنطقة. وتحدث إلى جندي من الهاجاناه أطلق النار على أخته بعد أن علم أنها لن تترك صديقها البريطاني. لقد كان واضحا له أن أي طرف لن يتنازل:
لقد تم إلقاء النرد منذ فترة طويلة. ستحدث المعركة. اليهود الذين يقاتلون من أجل ديارهم ، بمعنويات 101 في المائة، لن يقبلوا بأي تنازلات. من ناحية أخرى ، يقول العرب: "سنأتي بكتائب مسلمة من باكستان، وسنقود حملة صليبية دينية لجميع أتباع محمد المخلصين، وسنسحق الغازي إلى الأبد. سواء استغرق الأمر ثلاثة أشهر أو ثلاث سنوات أو 30 عاما ، سنواصل القتال. فلسطين ستكون عربية. لن نقبل أي حل وسط.
لقد أعجب باليهود "الجدد" الذين اكتشفهم في فلسطين، والذين كانوا مختلفين تمامًا عن اليهود الذين عرفهم في الولايات المتحدة. كتب: "إن الشعب اليهودي في فلسطين، الذي يؤمن بهذه الدولة الوطنية ويعمل من أجلها، أصبح شعبًا فخورًا وعازمًا للغاية. إنها بالفعل مثال حديث عظيم على ميلاد أمة تتمتع بمقومات الكرامة واحترام الذات الأساسية."
أعلنت إسرائيل استقلالها في 14 مايو 1948. وقد نشرت الرسائل التي كتبها كينيدي في فلسطين في صحيفة بوسطن بوست في الفترة من 3 إلى 6 يونيو/حزيران 1948. الأول، والذي كان بعنوان "البريطانيون مكروهون من الجانبين"، لفت الانتباه على الفور إلى التقارير.

فيما يلي اقتباسات من رسائل كينيدي:
إن ما يقلق العرب أكثر هو الزيادة الكبيرة في عدد اليهود في فلسطين: 80 ألفاً في عام 1948. لقد كان العرب يخشون هذا التعدي على الدوام، ويؤكدون أن اليهود لن يكتفوا أبدا بجزء خاص بهم من فلسطين، بل سيتحركون تدريجيا للسيطرة على بقية البلاد، وسيتجهون في نهاية المطاف إلى أراضي النفط الغنية بشكل هائل. إنهم مصممون على أن اليهود لن يحصلوا أبدًا على موطئ القدم اللازم لتحقيق هذه السياسة ... 
إذا تم تشكيل دولة يهودية فإنها سوف تكون عامل الاستقرار الوحيد المتبقي في الشرق القريب والبعيد [ كذا بالنسبة إلى الشرق الأدنى والأوسط]. 

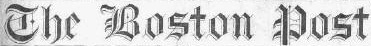
قام كينيدي بتغطية الحرب العربية الإسرائيلية والجسر الجوي إلى برلين في عام 1948، ثم مؤتمر معاهدة السلام اليابانية في عام 1951 لصالح '

رفض كينيدي المخاوف الغربية من أن تتحول إسرائيل إلى الشيوعية ووصفها بأنها "سخيفة بشكل متعصب" وزعم أن الولايات المتحدة وبريطانيا قد تتطلعان قريبًا إلى "دولة يهودية للحفاظ على موطئ قدم في ذلك الجزء من العالم". 

## تأثيره
في خطاب ألقاه عام 1964 في مقاطعة ويستشستر، عزز كينيدي مكانته المؤيدة لإسرائيل أمام حشد كبير من اليهود، وأشار إلى زيارته عام 1948، قال كينيدي: "لقد شاركت في تلك الحرب، واستقلت دبابة من تل أبيب إلى القدس. كنت من القلائل الذين قالوا إن إسرائيل ستحصل على استقلالها بفضل شجاعتها وعزيمتها".

## روابط خارجية
- مركز القدس للشؤون السياسية: تقارير روبرت كينيدي من فلسطين عام ١٩٤٨ (تتضمن نصوص مقالات كينيدي)
- في الذكرى الأربعين لميلاد بوبي كينيدي: مقالات كتبها من فلسطين قبل ستين عامًا
- ادعم أي صديق: الشرق الأوسط في عهد كينيدي وتكوين التحالف بين الولايات المتحدة وإسرائيل بقلم وارن باس، الصفحات 50 (الفقرة الأخيرة) و51.
- مجلة الحياة صفحة 34
- بوبي كينيدي وتاريخ المرشحين المؤيدين لإسرائيل